# Селце при Лесковцу
Селце при Лесковцу (словен. Selce pri Leskovcu) је насељено место у општини Кршко, Посавска регија, Словенија.

## Историја
До територијалне реорганизације у Словенији биле су у саставу старе општине Кршко.

## Становништво
У попису становништва из 2011. године, Селце при Лесковцу су имале 48 становника.
| Број становника према пописима | Број становника према пописима | Број становника према пописима |
| ------------------------------ | ------------------------------ | ------------------------------ |
| 1991                           | 2002                           | 2011                           |
| 50                             | 43                             | 48                             |

Напомена: До 1953. исказивано под именом Селце.